# Suthora verreauxi
El picoloro dorado (Suthora verreauxi) es una especie de ave paseriforme de la familia Sylviidae que vive en este de Asia. Su nombre científico conmemora al ornitólogo francés Jules Verreaux. Algunos taxónomos lo consideran conespecífico del picoloro gorjinegro.

## Descripción

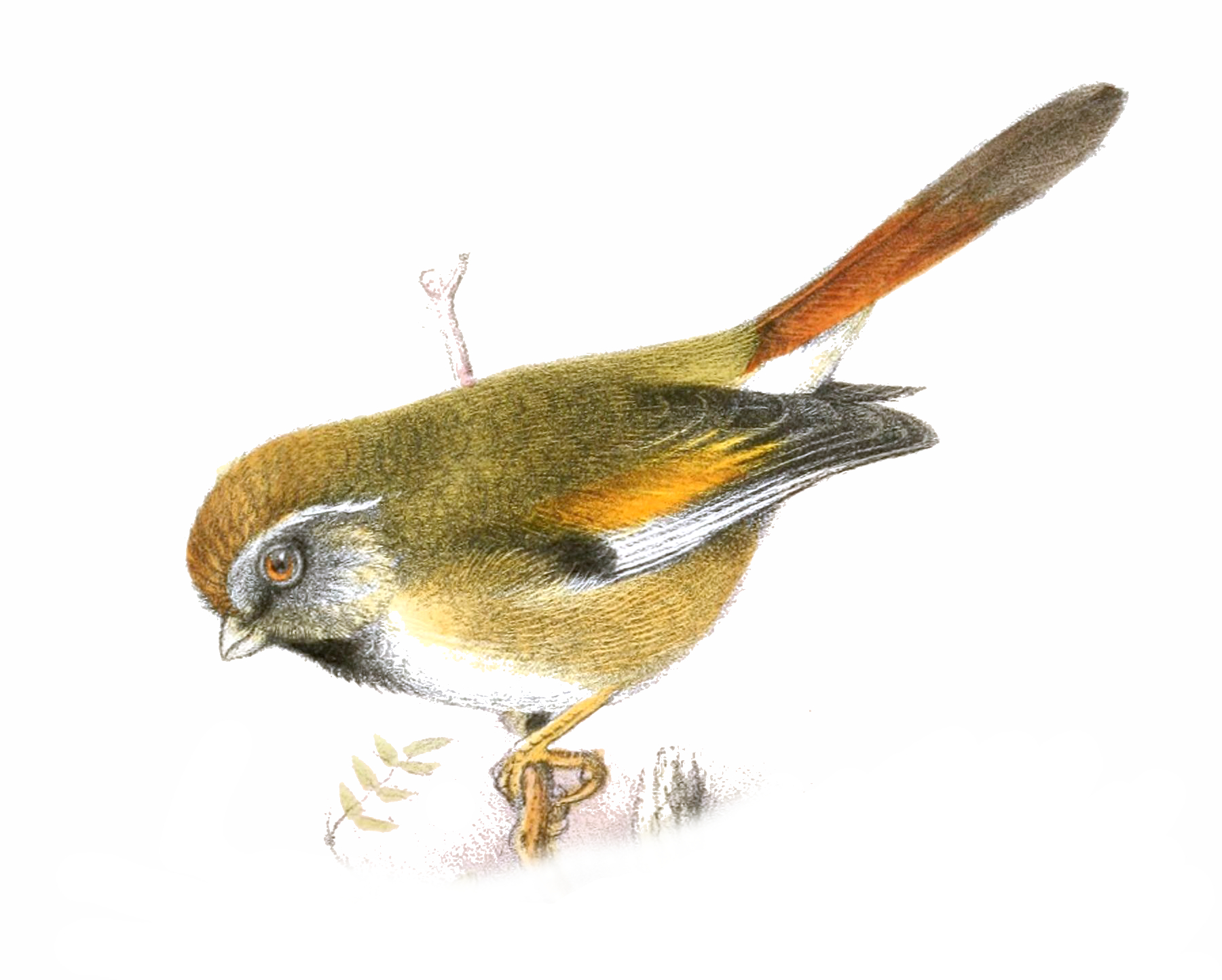
Ilustración de 1908.

El picoloro dorado es un pájaro pequeño, rechoncho, con la cola larga y el pico corto. Mide entre 10 y 12 cm de longitud total. El plumaje de sus partes superiores y flancos es de tonos ocres amarillentos, más vivos en cabeza y manto, mientras que sus partes inferiores son blanquecinas, y presenta las plumas primarias y secundarias negruzcas. Su garganta es de color negro flanqueada por anchas infrabigoteras blancas. El resto de los laterales de su rostro son de color ocre amarillento o blanquecinos dependiendo de las subespecies. También depende de la subespecie que tenga listas superciliares blancas o no. Su pico es muy corto y parece una versión en miniatura del de los loros. Sus ojos son negros.

## Distribución y hábitat
Se encuentra en las zonas de matorral y bambú de China, Taiwán, el este de Birmania y el norte de Laos y Vietnam.